# Лебедье
Лебедье (укр. Лебіддя) — село в Корюковском районе Черниговской области Украины. Население 3 человека. Занимает площадь 0,217 км².
Почтовый индекс: 15304. Телефонный код: +380 4657.

## Власть
Орган местного самоуправления — Корюковский городской совет. Почтовый адрес: 15300, Черниговская обл., Корюковский р-н, г. Корюковка, ул. Бульварная, 6. Тел.: +380 (4657) 2-14-76; факс: 2-14-76.